# Đông Bình, Thái An
Đông Bình (giản thể: 东平县; phồn thể: 東平縣; bính âm: Dōngpíng Xiàn) là một huyện của địa cấp thị Thái An, tỉnh Sơn Đông, Trung Quốc. Huyện nổi tiếng với các bức bích họa từ thời Tây Hán (206 TCN- 25 CN) và các bức tranh minh họa đầu tiên của Khổng giáo.

### Nhai đạo
- Châu Thành (州城街道)
- Bành Tập (彭集街道)
- Dông Bình (东平街道)

### Trấn
| - Tiếp Sơn (接山镇) - Đại Dương (大羊镇) - Thê Môn (梯门镇) - Tân Hồ (新湖镇) | - Lão Hồ (老湖镇) - Ngân Sơn (银山镇) - Ban Cưu Điếm (斑鸠店镇) - Đới Miếu (戴庙镇) |  | - Sa Hà Trạm (沙河站镇) |

### Hương
| - Thương Lão Điếm (商老庄乡) - Cựu Huyện (旧县乡) |